# Іван Гальєго
Іван Гальєго (ісп. Iván Gallego, 13 лютого 1984) — іспанський ватерполіст.
Учасник Олімпійських Ігор 2008 року.
Призер Чемпіонату світу з водних видів спорту 2007, 2009 років.